# Lancaster County, Nebraska
Lancaster County är ett administrativt område i delstaten Nebraska, USA, med 285 407 invånare. Den administrativa huvudorten (county seat) är Lincoln. 

## Geografi
Enligt United States Census Bureau har countyt en total area på 2 193 km². 2 173 km² av den arean är land och 20 km² är vatten.

### Angränsande countyn
- Saunders County - nord
- Cass County - nordost
- Otoe County - sydost
- Johnson County - sydost
- Gage County - syd
- Saline County - sydväst
- Seward County - nordväst
- Butler County - nordväst

### Städer och samhällen
- Bennet
- Davey
- Denton
- Firth
- Hallam
- Hickman
- Lincoln (huvudort)
- Malcolm
- Panama
- Raymond
- Roca
- Sprague
- Walton
- Waverly
- Yankee Hill